# Clematis leschenaultiana
Clematis leschenaultiana är en ranunkelväxtart som beskrevs av Dc.. Clematis leschenaultiana ingår i släktet klematisar, och familjen ranunkelväxter. Utöver nominatformen finns också underarten C. l. subglabrifolia.

## Bildgalleri

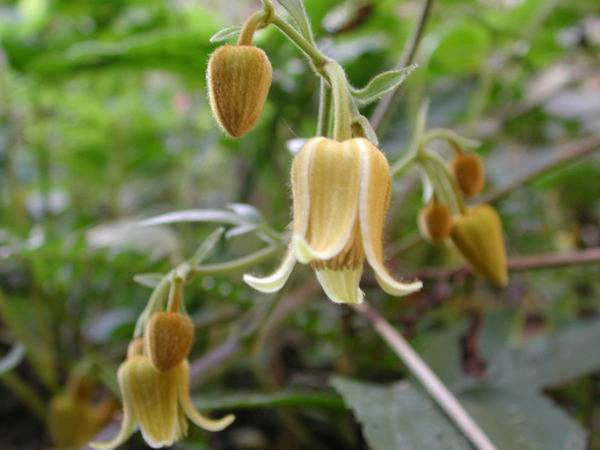